# 亨利八世 (电视剧)
亨利八世（英語：Henry VIII）是一部由两部分组成的英国电视连续剧，主要由ITV格拉納達于2003年10月12日至19日为ITV制作。该剧记录了英国国王亨利八世的一生，从他与一位年迈的西班牙公主阿拉貢的嘉芙蓮的第一次婚姻破裂到1547年中风去世（当时他已经六次结婚）。WGBH波士顿、Powercorp和澳大利亚广播公司为该剧提供了额外的制作资金。